# Пуластья

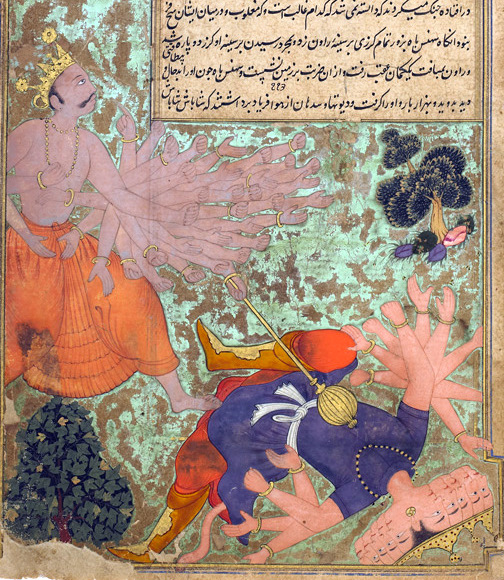
Онук Пуластья Равана і Арджуна Картавір'я

Пуластья (санскр. पुलस्त्य, Pulastya IAST) — в індуїстській міфології один з Праджапаті. Також є Манаса-Путров, або народженим розумом Брахми .
За міфічному переказами, через Пуластья Брахмою були передані людям багато Пурани; в той же час він сам благословляє мудреця Парашара за написання пуран.
Істотне значення має т. зв. «Тіртхаятра Пуластья» (Мбх. III 80-83), в якій Пуластья розповідає Бхішми про важливість і велич всіх святих місць Індії. І тому потім він став називатися гуру Бхішми. Ця тіртхаятра охоплює весь субконтинент і є єдиною в своєму роді, а також надійним джерелом з географії Стародавньої Індії .
Одного разу Пуластья, як батько ракшасов, врятував їх від загибелі. Він відрадив мудреця Парашара приносити жертву, яким той хотів знищити всіх ракшасов .
Пуластья згадується також як Брахма-ріші (мудрець-брахман), Діва-ріші (божественний мудрець) і Віпрайогі.

## Нащадки Пуластья
Пуластья мав декілька дружин згідно з індуїстською міфологією. У їхнє число входять Пріті, Хавірбху (дочка Кардами; інше ім'я - Маніна), Сандхья (уособлення сутінків) і Пратічі .
Від Пуластья відбулися ванари (мавпи), кіннари, ракшаси (Мбх. I 60, 7), гандхарви і якши . Детями Пуластья вважаються Аджьяпи («п'ють очищене масло»), один з розрядів пітаров (предків) .
Від дружини Пріті мав сина Даттолі (Дамбхолі). Цей син у попередньому народженні в Манвантари Сваямбхуви Ману був мудрецем Агастья, згідно з Вішну-пураною.
Найвідоміший син - Вішравас, від дружини Хавірбху, або Маніна. На цей рахунок є спеціальна легенда.
Одного разу в Третаюга Пуластья здійснював подвижництво на горі Міру. Поруч те ж саме робив мудрець Трінабінду. Але з'явилися в ашрамі небесні діви з коханцями й своїми еротичними іграми й танцями осквернили територію ашрами. Пуластья розгнівався і вибухнув прокляттям. Відтепер будь-яка діва, що входить в ашрам, повинна була завагітніти. Не знаючи це, дочка мудреця Трінабінду Маніна зайшла в ашрам і завагітніла від Пуластья. Останній одружився з нею і народився у них Вішравас . У Махабхараті про цього мудреця йдеться, що він половина Пуластья і був народжений останнім у гніві .
У свою чергу у Вішраваса дві жінки Кайкасі і Деваварніні, або Ілабіла. Від Кайкасі він мав три сини - Равану, Кумбхакарну, Вібхішану і дочка Шурпанакху. Всі вони є героями Рамаяни і називаються нащадками Пуластья. Від Ілабіли у Вішраваса народився Вайшравана, або Кубера. Іноді кажуть, що останній був народжений від корови і Вішраваса.
У Махабхараті одного разу йдеться, що всі сини Пуластья народилися на землі як брати Дурьодхана, тобто Кауравами, і разом з ним їх було 101 .
Також в Брахмаданда-пурані розповідається, що онук Пуластья Равана зустрів героя Картавір'єю Арджуну на берегах річки Нармада, а той дав його до в'язниці. Пуластья був засмучений, почувши про укладення онука, і пішов до Картавір'єю Арджуне, і пояснив йому, що Равану потрібно звільнити, що той і зробив.